# Adrian Cyfer
Adrian Cyfer (ur. 21 maja 1995 w Gorzowie Wielkopolskim) – polski żużlowiec.
Dwukrotny mistrz Europy juniorów w drużynie, multimedalista drużynowych mistrzostw Polski, zdobywca Brązowego Kasku w 2014 roku.
Karierę sportową rozpoczął w 2010 roku w barwach Stali Gorzów, a od 2012 roku pełnił rolę podstawowego zawodnika młodzieżowego. Z gorzowskim klubem dwukrotnie wywalczył złote medale DMP (2014 i 2016), złoty medal MDMP (2013) i MMPPK (2015). Po sezonie 2016 i przejściu w wiek seniora, przeniósł się do Polonii Piła, gdzie spędził dwa sezony na zapleczu Ekstraligi. W 2019 roku reprezentował barwy gdańskiego Wybrzeża, skąd po roku przeniósł się do TŻ Ostrovii. W październiku 2020 przedłużył kontrakt z zespołem z Ostrowa, ale w nowym sezonie nie dostał szansy na występ w lidze i został wypożyczony do RzTŻ Rzeszów. W listopadzie 2021 podpisał kontrakt na występy w drugoligowym Kolejarzu Opole.

## Życiorys
Sport żużlowy uprawia od 2010 roku. Czterokrotnie zdobył medale drużynowych mistrzostw Polski: srebrny (2012) oraz brązowy (2011) oraz w 2014 i 2016 złoty medal DMP. Triumfator młodzieżowych drużynowych mistrzostw Polski w sezonie 2013 (finalista w sezonie 2012 – VI miejsce). W sezonie 2015 okazał się zdobywcą złotego medalu Młodzieżowych Mistrzostw Polski Par Klubowych na żużlu.
Zdobywca Brązowego Kasku w sezonie 2014.

## Starty w Grand Prix (Indywidualnych Mistrzostwach Świata na Żużlu)

### Punkty w poszczególnych zawodachGrand Prix
| Sezon 2014                   |                        |                        |                                |                      |                      |                                |                                 |                                 |                            |                            |                          |         |         |         |         |         |         |         |         |         |         |         |         |         |         |        |        |        |        |        |        |        |        |        |        |        |        |        |        |
| GP Nowej Zelandii – Auckland | GP Europy – Bydgoszcz  | GP Finlandii – Tampere | GP Czech – Praga               | GP Szwecji – Målilla | GP Danii – Kopenhaga | GP Wielkiej Brytanii – Cardiff | GP Łotwy – Dyneburg             | GP Polski – Gorzów Wielkopolski | GP Nordyckie – Vojens      | GP Skandynawii – Sztokholm | GP Polski – Toruń        | miejsce | miejsce | miejsce | miejsce | miejsce | miejsce | miejsce | miejsce | miejsce | miejsce | miejsce | miejsce | miejsce | miejsce | punkty | punkty | punkty | punkty | punkty | punkty | punkty | punkty | punkty | punkty | punkty | punkty | punkty | punkty |
| –                            | –                      | –                      | –                              | –                    | –                    | –                              | –                               | 2                               | –                          | –                          | –                        | 30      | 30      | 30      | 30      | 30      | 30      | 30      | 30      | 30      | 30      | 30      | 30      | 30      | 30      | 2      | 2      | 2      | 2      | 2      | 2      | 2      | 2      | 2      | 2      | 2      | 2      | 2      | 2      |
| Sezon 2015                   |                        |                        |                                |                      |                      |                                |                                 |                                 |                            |                            |                          |         |         |         |         |         |         |         |         |         |         |         |         |         |         |        |        |        |        |        |        |        |        |        |        |        |        |        |        |
| GP Polski – Warszawa         | GP Finlandii – Tampere | GP Czech – Praga       | GP Wielkiej Brytanii – Cardiff | GP Łotwy – Dyneburg  | GP Szwecji – Målilla | GP Danii – Horsens             | GP Polski – Gorzów Wielkopolski | GP Słowenii – Krško             | GP Skandynawii – Sztokholm | GP Polski – Toruń          | GP Australii – Melbourne | miejsce | miejsce | miejsce | miejsce | miejsce | miejsce | miejsce | miejsce | miejsce | miejsce | miejsce | miejsce | miejsce | miejsce | punkty | punkty | punkty | punkty | punkty | punkty | punkty | punkty | punkty | punkty | punkty | punkty | punkty | punkty |
| –                            | –                      | –                      | –                              | –                    | –                    | –                              | 1                               | –                               | –                          | –                          | –                        | 27      | 27      | 27      | 27      | 27      | 27      | 27      | 27      | 27      | 27      | 27      | 27      | 27      | 27      | 1      | 1      | 1      | 1      | 1      | 1      | 1      | 1      | 1      | 1      | 1      | 1      | 1      | 1      |

| Statystyki        | Statystyki |
| ----------------- | ---------- |
| Starty            | 2          |
| Zwycięstwa        | 0          |
| Miejsca na podium | 0          |
| Finalista         | 0          |
| Punkty            | 3          |

## Rozgrywki krajowe

### Indywidualne mistrzostwa Polski
| Sezon | Dzień   | Miejscowość         | Miejsce | Punkty | Biegi     | Klub                           |
| ----- | ------- | ------------------- | ------- | ------ | --------- | ------------------------------ |
| 2015  | 5 lipca | Gorzów Wielkopolski | 13      | 4      | 0,0,2,2,0 | MONEYmakesMONEY.pl Stal Gorzów |